# Liste der Naturdenkmäler in Graz
Die Liste der Naturdenkmäler im Bezirk Graz listet die als Naturdenkmal ausgewiesenen Objekte in der Landeshauptstadt Graz im Bundesland Steiermark auf. Bei den Naturdenkmälern handelt es sich ausschließlich um Bäume vorwiegend heimischer Baumarten, jedoch auch verschiedene Exoten. Darunter befinden sich alleine 18 Platanen und 11 Buchen.

## Naturdenkmäler
Die Standardsortierung der Tabelle folgt aufsteigend den ID-Nummern.
| Foto |                 | Name                                                                 | ID     | Standort                                                                              | Beschreibung | Fläche  | Datum      |
| ---- | --------------- | -------------------------------------------------------------------- | ------ | ------------------------------------------------------------------------------------- | --- | ------- | ---------- |
| 1    | Datei hochladen | Platane                                                              | 977    | Graz, Eggenberger Allee 90 KG: Algersdorf GrStNr: 206 Standort                        | | 838 m²  | 11.07.1979 |
| 1    | Datei hochladen | Platane                                                              | 978    | Graz, Eggenberger Allee 90 KG: Algersdorf GrStNr: 206 Standort                        | | 311 m²  | 11.07.1979 |
| 1    | Datei hochladen | Platane                                                              | 979    | Graz, Eggenberger Allee 90 KG: Algersdorf GrStNr: 206 Standort                        | | 181 m²  | 11.07.1979 |
| 1    | Datei hochladen | Platane                                                              | 980    | Graz, Eggenberger Allee 90 KG: Algersdorf GrStNr: 206 Standort                        | | 314 m²  | 11.07.1979 |
| 1    | Datei hochladen | Platane                                                              | 981    | Graz, Eggenberger Allee 90 KG: Algersdorf GrStNr: 206 Standort                        | | 0,12 ha | 11.07.1979 |
| 1    | Datei hochladen | Weymouth-Kiefer                                                      | 982    | Graz, Eggenberger Allee 90 KG: Algersdorf GrStNr: 206 Standort                        | | 168 m²  | 11.07.1979 |
| 1    | Datei hochladen | Weymouth-Kiefer                                                      | 983    | Graz, Eggenberger Allee 90 KG: Algersdorf GrStNr: 206 Standort                        | | 157 m²  | 11.07.1979 |
| 1    | Datei hochladen | Weymouth-Kiefer                                                      | 984    | Graz, Eggenberger Allee 90 KG: Algersdorf GrStNr: 206 Standort                        | | 153 m²  | 11.07.1979 |
| 1    | Datei hochladen | Weymouth-Kiefer                                                      | 986    | Graz, Eggenberger Allee 90 KG: Algersdorf GrStNr: 206 Standort                        | Die Weymouth-Kiefer hatte am 16. Oktober 2016 in 1,30 m, als auch in 1,50 m Höhe einen Umfang von 3,70 m, die Baumhöhe wurde auf ca. 27 m geschätzt. | 238 m²  | 11.07.1979 |
| 1    | Datei hochladen | Mädchenhaarbaum (Ginkgo biloba)                                      | 987    | Graz, Elisabethstraße 11b KG: Geidorf GrStNr: 2505/1 Standort                         | | 243 m²  | 11.07.1979 |
| 1    | Datei hochladen | Sommereiche                                                          | 989    | Graz, Panoramagasse 54, gegenüber KG: Geidorf GrStNr: 1516/2 Standort                 | Der Baum hatte im Jahre 2015 einen Umfang von 2,80 m (gemessen in Brusthöhe)                                                                         | 63 m²   | 11.07.1979 |
| 1    | Datei hochladen | Sommereiche                                                          | 990    | Graz, Panoramagasse 56, gegenüber KG: Geidorf GrStNr: 1516/2 Standort                 | Der Baum hatte im Jahre 2015 einen Umfang von 4,90 m (gemessen in Brusthöhe)                                                                         | 50 m²   | 11.07.1979 |
| 1    | Datei hochladen | Platane                                                              | 992    | Graz, Schanzelgasse 33 KG: Geidorf Standort                                           | Der Baum hatte im Jahre 2015 einen Umfang von 4,90 m (gemessen in Brusthöhe)                                                                         | 91 m²   | 11.07.1979 |
| 1    | Datei hochladen | Mammutbaum                                                           | 993    | Graz, Messendorfberg 61 KG: Graz Stadt-Messendorf GrStNr: 85 Standort                 | | 41 m²   | 11.07.1979 |
| 1    | Datei hochladen | Lebensbaum                                                           | 994    | Graz, Messendorfberg 59 KG: Graz Stadt-Messendorf GrStNr: 85 Standort                 | | 50 m²   | 11.07.1979 |
| 1    | Datei hochladen | Dirndlbeere                                                          | 997    | Graz, Mariatroster Straße 163 KG: Wenisbuch GrStNr: 1041/1 Standort                   | | 72 m²   | 11.07.1979 |
| 1    | Datei hochladen | Platane                                                              | 1000   | Graz, Elisabethstraße 48 KG: St. Leonhard GrStNr: 149/1 Standort                      | | 49 m²   | 11.07.1979 |
| 1    | Datei hochladen | Platane                                                              | 1001   | Graz, Hugo-Wolf-Gasse 11 KG: Geidorf GrStNr: 2508 Standort                            | | 104 m²  | 11.07.1979 |
| 1    | Datei hochladen | Platane                                                              | 1002   | Graz, Elisabethstraße 50 KG: St. Leonhard GrStNr: 165 Standort                        | | 295 m²  | 11.07.1979 |
| 1    | Datei hochladen | Platane                                                              | 1003   | Graz, Elisabethstraße 50 KG: St. Leonhard GrStNr: 165 Standort                        | | 201 m²  | 05.07.1979 |
| 1    | Datei hochladen | Stieleiche                                                           | 1005   | Graz, Freihofanger 8 KG: Wenisbuch GrStNr: 590/1 Standort                             | | 73 m²   | 06.07.1981 |
| 1    | Datei hochladen | Sommerlinde (Tilia platyphyllos)                                     | 1007   | Graz, Mariatroster Straße 194b KG: Wenisbuch GrStNr: 491/5 Standort                   | | 71 m²   | 05.07.1979 |
| 1    | Datei hochladen | Blutbuche                                                            | 1008   | Graz, Lindenhofweg 2 KG: Wenisbuch GrStNr: 637/3 Standort                             | | 147 m²  | 09.10.1979 |
| 1    | Datei hochladen | Feldahorn                                                            | 1009   | Graz, Friedrichgasse 41 KG: Jakomini GrStNr: 82/2 Standort                            | Der Feld-Ahorn ist bereits in F. Hanselmayers Abhandlung: „In Graz gepflanzte Laubhölzer“ von 1956 als unter Naturschutz stehend angegeben.          | 124 m²  | 05.07.1979 |
| 1    | Datei hochladen | Blutbuche                                                            | 1012   | Graz, Hilmteichstraße 26 KG: Geidorf GrStNr: 2730/7 Standort                          | | 83 m²   | 05.07.1979 |
| 1    | Datei hochladen | Stieleiche                                                           | 1013   | Graz, Andersengasse 21 KG: Liebenau Standort                                          | | 257 m²  | 20.07.1981 |
| 1    | Datei hochladen | Platane (Platanus orientalis)                                        | 1014   | Graz, Münzgrabenstraße KG: Jakomini GrStNr: 2475/2 Standort                           | | 117 m²  | 01.07.1981 |
| 1    | Datei hochladen | Weißbuche (Trauerbuche)                                              | 1016   | Graz, Merangasse 77 KG: St. Leonhard GrStNr: 1495 Standort                            | | 120 m²  | 17.07.1982 |
| 1    | Datei hochladen | Eiche                                                                | 1019   | Graz, Neufeldweg 187, gegenüber KG: Graz Stadt-Messendorf GrStNr: 929 Standort        | | 126 m²  | 22.10.1997 |
| 1    | Datei hochladen | 2 Stück Weihrauchzedern                                              | 1021   | Graz, Krottendorfer Straße 30 KG: Wetzelsdorf GrStNr: 268/4 Standort                  | | 68 m²   | 03.04.1998 |
| 1    | Datei hochladen | Blutbuche                                                            | 1022   | Graz, Kadettengasse 23a KG: Liebenau GrStNr: 202/2 Standort                           | | 328 m²  | 09.03.1998 |
| 1    | Datei hochladen | Platane                                                              | 1110   | Graz, Baiernstraße 14 KG: Algersdorf GrStNr: .70/1 Standort                           | | 130 m²  | 12.10.1982 |
| 1    | Datei hochladen | Sommerlinde (Tilia platyphyllos)                                     | 1112   | Graz, Am Andritzbach 26 KG: Andritz GrStNr: 782/2 Standort                            | | 81 m²   | 20.03.1986 |
| 1    | Datei hochladen | Roßkastanie                                                          | 1113   | Graz, Am Andritzbach 26 KG: Andritz GrStNr: 782/2 Standort                            | | 105 m²  | 16.04.1986 |
| 1    | Datei hochladen | Stechpalme                                                           | 1114   | Graz, Roseggerweg 148a KG: Stifting GrStNr: 185/1 Standort                            | | 100 m²  | 18.07.1986 |
| 1    | Datei hochladen | Eibe                                                                 | 1116   | Graz, Peterstalstraße 191 KG: St. Peter GrStNr: 409/2 Standort                        | | 26 m²   | 18.07.1986 |
| 1    | Datei hochladen | Stieleiche                                                           | 1117   | Graz, Winterweg 15, gegenüber KG: Andritz GrStNr: 3/32 Standort                       | | 47 m²   | 03.12.1986 |
| 1    | Datei hochladen | Edelkastanie                                                         | 1121   | Graz, Waltendorfer Hauptstraße 181a, gegenüber KG: Waltendorf GrStNr: 1144/1 Standort | | 470 m²  | 24.04.1989 |
| 1    | Datei hochladen | Buche                                                                | 1123   | Graz, Leechgasse 52 KG: Geidorf GrStNr: 2612/1 Standort                               | Der Baum hatte im Jahre 2015 einen Umfang von 4,40 m (gemessen in Brusthöhe)                                                                         | 300 m²  | 21.06.1989 |
| 1    | Datei hochladen | Roteiche (Quercus rubra)                                             | 1124   | Graz, Leechgasse 52 KG: Geidorf GrStNr: 2612/1 Standort                               | Der Baum hatte im Jahre 2015 einen Umfang von 5,70 m (gemessen in Brusthöhe)                                                                         | 331 m²  | 21.06.1989 |
| 1    | Datei hochladen | Maulbeerbaum                                                         | 1127   | Graz, Bürgerspitalgasse 1 KG: Gries GrStNr: 53 Standort                               | | 64 m²   | 04.08.1989 |
| 1    | Datei hochladen | Paulownia                                                            | 1128   | Graz, Rosenberggürtel 12 KG: Geidorf GrStNr: 1610 Standort                            | | 95 m²   | 19.06.1990 |
| 1    | Datei hochladen | Blutbuche                                                            | 1129   | Graz, Hilmteichstraße 104 KG: Wenisbuch GrStNr: 650/2 Standort                        | | 354 m²  | 09.05.1990 |
| 1    | Datei hochladen | Hemlocktanne                                                         | 1131   | Graz, Hilmteichstraße 104 KG: Wenisbuch GrStNr: 650/2 Standort                        | | 220 m²  | 13.06.1990 |
| 1    | Datei hochladen | Mammutbaum                                                           | 1133   | Graz, Heinrichstraße 145 KG: Geidorf GrStNr: 2230 Standort                            | | 85 m²   | 31.07.1990 |
| 1    | Datei hochladen | Blutbuche                                                            | 1134   | Graz, Blümelhofweg 12 KG: Wenisbuch GrStNr: 274/20 Standort                           | | 125 m²  | 18.07.1990 |
| 1    | Datei hochladen | Eiche                                                                | 1136   | Graz, Annaplatz 2 KG: Algersdorf GrStNr: 286/1 Standort                               | | 48 m²   | 12.09.1990 |
| 1    | Datei hochladen | Roßkastanie                                                          | 1137   | Graz, Am Ring KG: Waltendorf GrStNr: 372 Standort                                     | | 147 m²  | 05.09.1990 |
| 1    | Datei hochladen | Platane                                                              | 1138   | Graz, Schillerplatz KG: St. Leonhard GrStNr: 1610/1 Standort                          | | 273 m²  | 05.09.1990 |
| 1    | Datei hochladen | Buche                                                                | 1141   | Graz, Schörgelgasse 40 KG: St. Leonhard GrStNr: 1777 Standort                         | | 243 m²  | 14.11.1990 |
| 1    | Datei hochladen | Pyramideneiche                                                       | 1143   | Graz, Schloßplatz 7 KG: Gösting GrStNr: 659/1 Standort                                | | 66 m²   | 15.05.1991 |
| 1    | Datei hochladen | Blutbuche                                                            | 1146   | Graz, Grabenstraße 90c KG: Geidorf GrStNr: 1112/4 Standort                            | | 168 m²  | 01.08.1991 |
| 1    | Datei hochladen | Eibe                                                                 | 1147   | Graz, Körblergasse 106 KG: Geidorf GrStNr: 1071/2 Standort                            | Der Baum hatte im Jahre 2015 einen Umfang von 2,70 m (gemessen in Brusthöhe)                                                                         | 109 m²  | 26.05.1992 |
| 1    | Datei hochladen | Mammutbaum                                                           | 1148   | Graz, Körblergasse 106 KG: Geidorf GrStNr: 1071/2 Standort                            | Der Baum hatte im Jahre 2015 einen Umfang von 5,50 m (gemessen in Brusthöhe)                                                                         | 135 m²  | 26.05.1992 |
| 1    | Datei hochladen | Blutbuche                                                            | 1149   | Graz, Unterer Plattenweg 34 KG: Wenisbuch GrStNr: 1085/2 Standort                     | | 260 m²  | 26.05.1992 |
| 1    | Datei hochladen | Platane                                                              | 1150   | Graz, Körblergasse 42 KG: Geidorf GrStNr: 1005/30 Standort                            | | 134 m²  | 06.06.1992 |
| 1    | Datei hochladen | Platane                                                              | 1152   | Graz, Laimburggasse 26 KG: Geidorf GrStNr: 267/3 Standort                             | | 108 m²  | 29.05.1992 |
| 1    | Datei hochladen | Ginkgo                                                               | 1157   | Graz, Krottendorfer Straße 81 KG: Wetzelsdorf GrStNr: .160 Standort                   | | 177 m²  | 29.11.1992 |
| 1    | Datei hochladen | Linde                                                                | 1158   | Graz, Ursprungweg 145 KG: Andritz Standort                                            | | 30 m²   | 07.03.1997 |
| 1    | Datei hochladen | Magnolie (Magnolia x soulanginana)                                   | 1253   | Graz, Alte Poststraße 136 KG: Algersdorf GrStNr: 247/1 Standort                       | | 82 m²   | 18.12.1989 |
| 1    | Datei hochladen | Eiche (Quercus robur)                                                | 1269   | Graz, Mühlgasse 43 KG: Lend GrStNr: 742/2 Standort                                    | | 286 m²  | 25.05.2000 |
| 1    | Datei hochladen | Ahorn                                                                | 1270   | Graz, Schloßberg KG: Innere Stadt Standort                                            | | 150 m²  | 24.05.2000 |
| 1    | Datei hochladen | Platane (Platanus x acerifolia)                                      | 1290   | Graz, Mühlgasse 43 KG: Lend GrStNr: 742/2 Standort                                    | | 561 m²  | 05.07.2000 |
| 1    | Datei hochladen | Platane                                                              | 1291   | Graz, Volksgartenstraße KG: Lend GrStNr: 742/6 Standort                               | | 462 m²  | 26.09.2000 |
| 1    | Datei hochladen | Platane                                                              | 1326   | Graz, Straßganger Straße 222 KG: Wetzelsdorf Standort                                 | | 98 m²   | 12.12.2000 |
| 1    | Datei hochladen | Blutbuche Fagus sylvatica 'purpurea'                                 | 1356   | Graz, Laubgasse KG: Gries GrStNr: 1993/4 Standort                                     | | 421 m²  | 05.09.2001 |
| 1    | Datei hochladen | Esche Fraxinus excelsior                                             | 1376   | Graz, Heinrichstraße 80 KG: Geidorf Standort                                          | | 172 m²  | 24.09.2001 |
| 1    | Datei hochladen | Eibe (Taxus baccata)                                                 | 1469   | Graz, Roseggerweg 50 KG: Stifting GrStNr: 54 Standort                                 | | 77 m²   | 13.12.2004 |
| 1    | Datei hochladen | Mammutbaum Sequoia gigantea                                          | 1511   | Graz, Blümelhofweg 4 KG: Wenisbuch GrStNr: 259/2 Standort                             | | 72 m²   | 20.10.1983 |
| 1    | Datei hochladen | Isabella (Vitis x alexanderi)                                        | 1518   | Graz, Lange Gasse 49 KG: Geidorf Standort                                             | | 2 m²    | 02.08.2007 |
| 1    | Datei hochladen | Stieleiche (Quercus robur)                                           | 1523   | Graz, Harter Straße 175 KG: Webling GrStNr: 128/1 Standort                            | | 202 m²  | 02.08.2007 |
| 1    | Datei hochladen | Stieleiche (Quercus robur)                                           | 248714 | Graz KG: Wetzelsdorf GrStNr: 938/0 Standort                                           | | 522 m²  | 07.03.2016 |
| 1    | Datei hochladen | Stieleiche (Quercus robur)                                           | 248708 | Graz KG: Wetzelsdorf GrStNr: 938/0 Standort                                           | | 421 m²  | 11.03.2016 |
| 1    | Datei hochladen | Urweltmammutbaum (Metasequoia glyptostroboides)                      | 251816 | Graz KG: St. Peter GrStNr: 286/14 Standort                                            | | 522 m²  | 23.02.2017 |
| 1    | Datei hochladen | Stieleiche (Quercus robur)                                           | 251819 | Graz KG: Liebenau GrStNr: 2/20 Standort                                               | | 287 m²  | 23.02.2017 |
| 1    | Datei hochladen | Ahorn                                                                | 253780 | Graz KG: Geidorf GrStNr: 2149/21 Standort                                             | | 131 m²  | 20.06.2018 |
| 1    | Datei hochladen | Winterlinde (Tilia cordata)                                          | 256547 | Graz KG: Gösting GrStNr: 226/72 Standort                                              | | 115 m²  | 08.05.2019 |
| 1    | Datei hochladen | Atlas-Zeder (Cedrus atlantica)                                       | 259262 | Graz KG: Waltendorf GrStNr: 1105 Standort                                             | | 270 m²  | 08.05.2019 |
| 1    | Datei hochladen | Kopfeibe (Cephalotaxus)                                              | 259265 | Graz, Polzergasse 22 KG: Waltendorf GrStNr: 88/2 Standort                             | | 110 m²  | 08.05.2019 |
| 1    | Datei hochladen | Hainbuche (Carpinus betulus L.)                                      | 256544 | Graz, Tegetthoffplatz KG: St. Leonhard GrStNr: 221/3 Standort                         | | 280 m²  | 03.05.2019 |
| 1    | Datei hochladen | Eibe (Taxus baccata)                                                 | 259898 | Graz, Grillparzerstraße 10 KG: Geidorf Standort                                       | | 60 m²   | 30.01.2020 |
| 1    | Datei hochladen | Blutbuche                                                            | 261640 | Graz KG: Andritz GrStNr: .809 Standort                                                | | 448 m²  | 10.01.2020 |
| 1    | Datei hochladen | Atlas - Zeder                                                        | 265333 | Graz KG: Straßgang GrStNr: 171/14 Standort                                            | | 399 m²  | 21.04.2021 |
| 1    | Datei hochladen | Kobushi - Magnolie (Magnolia kobus)                                  | 265429 | Graz KG: Jakomini GrStNr: 1138/7 Standort                                             | | 383 m²  | 10.02.2021 |
| 1    | Datei hochladen | Roteiche (Quercus rubra)                                             | 265432 | Graz KG: Gries GrStNr: 2077/2 Standort                                                | | 0,12 ha | 03.12.2020 |
| 1    | Datei hochladen | Stockende Eibe                                                       | 264981 | Graz KG: Waltendorf GrStNr: 74/1 Standort                                             | | 127 m²  | 23.12.2020 |
| 1    | Datei hochladen | Stieleiche                                                           | 264990 | Graz KG: Geidorf GrStNr: 2590/2 Standort                                              | | 908 m²  | 11.11.2020 |
| 1    | Datei hochladen | Rotblättriger Bergahorn (Acer pseudoplatanus 'atropurpureum')        | 267662 | Graz KG: Lend GrStNr: ? Standort                                                      | Anmerkung: Fälschlich als 'altropureum' gelistet | 155 m²  | 10.01.2023 |
| 1    | Datei hochladen | Winterlinde (Tilia cordata)                                          | 267667 | Graz KG: Wenisbuch GrStNr: 632/4; 633/12 Standort                                     | | 349 m²  | 10.01.2023 |
| 0 BW | Datei hochladen | Steineiche (Quercus ilex L.)                                         | 264987 | Graz KG: Wetzelsdorf GrStNr: 268/8 Standort                                           | | 39 m²   | 29.11.1992 |
| 1    | Datei hochladen | Schlitzblättrigen Rosskastanie (Aesculus hippocastanum f. laciniata) | 268435 | Graz KG: Geidorf GrStNr: 1747/27 Standort                                             | | 137 m²  | 12.09.2024 |
| 1    | Datei hochladen | Blutbuche (Fagus sylvatica purpurea)                                 | 268369 | Graz GrStNr: 73/14 Standort                                                           | | 303 m²  | 07.06.2024 |

## Ehemalige Naturdenkmäler
| Foto |                 | Name                                 | ID   | Standort                                                                  | Beschreibung | Fläche | Datum      |
| ---- | --------------- | ------------------------------------ | ---- | ------------------------------------------------------------------------- | ------------ | ------ | ---------- |
| 1    | Datei hochladen | Mammutbaum                           | 995  | Graz, Messendorfberg 57 KG: Graz Stadt-Messendorf GrStNr: 82 Standort     |              | 72 m²  | 11.07.1979 |
| 1    | Datei hochladen | Silberfichte                         | 998  | Graz, Mariatroster Straße 163 KG: Wenisbuch GrStNr: 1041/1 Standort       |              | 27 m²  | 11.07.1979 |
| 1    | Datei hochladen | Rotbuche                             | 1015 | Graz, Schützenhofgasse 33 KG: St. Leonhard Standort                       |              | 77 m²  | 17.08.1982 |
| 1    | Datei hochladen | Roßkastanie                          | 1020 | Graz, Hochsteingasse 44 KG: Geidorf GrStNr: 1301/1 Standort               |              | 162 m² | 03.11.1997 |
| 1    | Datei hochladen | Schwarzföhre                         | 1111 | Graz, Blümelhofweg 4 KG: Wenisbuch GrStNr: 259/2 Standort                 |              | 44 m²  | 20.10.1983 |
| 1    | Datei hochladen | Gemeine Esche                        | 1142 | Graz, Johann-Strauß-Gasse 4 KG: Geidorf GrStNr: 400/1 Standort            |              | 457 m² | 21.12.1990 |
| 1    | Datei hochladen | Fichte                               | 1145 | Graz, Hilmteichstraße 118 KG: Wenisbuch GrStNr: 654/2 Standort            |              | 106 m² | 10.07.1991 |
| 1    | Datei hochladen | Linde                                | 1156 | Graz, Kirchplatz 7 KG: Graz Stadt-Fölling GrStNr: 24 Standort             |              | 49 m²  | 30.10.1996 |
| 1    | Datei hochladen | Stieleiche (Quercus robur)           | 1330 | Graz, Messendorfberg 128 KG: Graz Stadt-Messendorf GrStNr: 432/3 Standort |              | 371 m² | 26.03.2001 |
| 1    | Datei hochladen | Blutbuche Fagus sylvatica 'purpurea' | 1358 | Graz, Rosenhain KG: Geidorf GrStNr: 1542/1 Standort                       |              | 199 m² | 15.11.2001 |
| 1    | Datei hochladen | Blutbuche                            | 1506 | Graz, Eggenberger Allee 90 KG: Algersdorf GrStNr: 206 Standort            |              | 464 m² | 11.07.1979 |
| 1    | Datei hochladen | Blutbuche                            | 1006 | Graz, Mariatroster Straße 194 KG: Wenisbuch GrStNr: 491/5 Standort        | Gefällt      | 119 m² | 05.07.1979 |

| Foto:                    | Fotografie des Naturdenkmals. Klicken des Fotos erzeugt eine vergrößerte Ansicht. Daneben finden sich zwei Symbole: \| Weitere Bilder vorhanden \| Das Symbol bedeutet, dass weitere Fotos des Objekts verfügbar sind. Durch Klicken des Symbols werden sie angezeigt. \| \| Eigenes Foto hochladen \| Durch Klicken des Symbols können weitere Fotos des Objekts in das Medienarchiv Wikimedia Commons hochgeladen werden. \| |
| Name:                    | Bezeichnung des Naturdenkmals laut offiziellen Quellen |
| ID                       | Identifikator |
| Standort:                | Es ist die Gemeinde und falls vorhanden die Adresse angegeben. Darunter sind die Katastralgemeinde (KG) und die Grundstücksnummer angeführt. Durch Aufruf des Links Standort wird die Lage des Denkmals in verschiedenen Kartenprojekten angezeigt. |
| Beschreibung             | Kurze Beschreibung des Naturdenkmals |
| Fläche                   | Fläche des Naturdenkmals in Hektar (ha) |
| Datum                    | Datum oder Jahr der Unterschutzstellung |
| Weitere Bilder vorhanden | Das Symbol bedeutet, dass weitere Fotos des Objekts verfügbar sind. Durch Klicken des Symbols werden sie angezeigt. |
| Eigenes Foto hochladen   | Durch Klicken des Symbols können weitere Fotos des Objekts in das Medienarchiv Wikimedia Commons hochgeladen werden. |